# 尼日利亚通信卫星一号
尼日利亚通信卫星一号（Nigcomsat-1）是一枚尼日利亚的通信卫星，它成为非洲首个地球同步轨道通信卫星。北京时间2007年5月14日00时01分由长征三号乙运载火箭从西昌卫星发射中心发射升空。5月22日北京时间8时22分05秒，尼日利亚通信卫星一号经过五次变轨，成功定点在东经42°赤道上空。
尼日利亚通信卫星一号主要用于尼日利亚电讯、广播、导航、宽带多媒体服务。该项目建设了分别位于尼日利亚首都阿布贾和中国新疆喀什的两个地面站、提供了操作支持服务。
“尼日利亚通信卫星一号”及其运载火箭“长征三号乙”分别由中国航天科技集团公司所属中国空间技术研究院、中国运载火箭技术研究院研制，卫星使用中国第三代通信广播卫星平台——“东方红四号”卫星平台；这次发射是中国“长征”系列运载火箭的第九十八次飞行。
尼日利亚通信卫星一号是第三个被送入轨道的尼日利亚卫星，有效载荷包括Ku、C、Ka、L共4个波段28路工作转发器和7副天线，质量5,150千克，设计在轨服务寿命为十五年。
2008年4月，衛星南部太陽翼驅動單元發生故障，致使全星電力輸出減半。
据新华网报道，北京时间2008年11月11日04时33分，由中国研制并交付使用的尼日利亚通信卫星一号因太阳翼故障，电能耗尽，卫星失效。2009年3月，中国同意免费为尼日利亚替换这颗通讯卫星。新卫星在2011年12月21日从中国四川省西昌卫星发射中心成功发射升空。